# Kymijoki
Kymijoki (finsko Kymijoki, švedsko Kymmene älv) je reka na Finskem. Začne se pri jezeru Päijänne, teče skozi regije Päijänne Tavastia, Uusimaa in Kymenlaakso ter se izliva v Finski zaliv. Reka teče mimo mest Heinola in Kouvola. Mesto Kotka je na delti reke. Dolžina reke je 204 kilometre, vendar se njeno porečje s 37.107 kvadratnimi kilometri razteza na skoraj 600 kilometrov znotraj Tavastije, Centralne Finske, Savonije in Ostrobotnije. Najbolj oddaljeni izvir reke je jezero Pielavesi, njegova najbolj oddaljena točka pa je približno 570 kilometrov od morja, merjeno po poti toka. Samo ime reke, Kymijoki, pomeni 'velika reka' v stari finščini.
Kymijoki je ena največjih rek na južnem Finskem in je pomemben vir hidroelektrične energije. Mesta Kotka, Kuusankoski, Myllykoski in Inkeroinen ob reki so glavna središča celulozne in papirne industrije. Prej se je reka v veliki meri uporabljala za prevoz lesa.
Reka Kymijoki ima pet ustij. Razdeli se na dve glavni veji blizu brzic Kultaankoski v Kotki, približno 15 kilometrov v notranjosti Finskega zaliva. Vzhodna veja se razcepi na veji Korkeakoski in Koivukoski, pri čemer se slednja veja ponovno razdeli in tvori dve usti (Langinkoski in Huumanhaara). Krak Korkeakoski ima samo eno rečno ustje.
Zahodna veja se deli na veji Ahvenkoski in Klåsarö, vsaka z enim ustjem.
Najbolj zahodni krak reke Ahvenkoski je služil kot meja med Švedsko in Rusijo od 1743 do 1809. Deli Finske vzhodno od reke so se kasneje imenovali Stara Finska. Stara Finska je bila leta 1812 vključena v Veliko vojvodstvo Finska.
Kymijoki je zelo hitra: potrebuje tri dni, da njene vode stečejo od jezera Pyhäjärvi do morja. Njena povprečna globina je 9 metrov, najgloblje mesto pa 29 metrov.

## Hidroelektrarne in brzice
Na reki Kymijoki je 12 hidroelektrarn in več jezov za uravnavanje nivoja vode. Prve elektrarne so bile zgrajene leta 1882. Kanal in jez v Kalkkinenu se uporabljata za uravnavanje nivoja vode v jezeru Päijänne. Jez Hirvivuolle uravnava pretok vode med vzhodnim in zahodnim krakom. Jez Paaskoski blizu Tammijärvija uravnava pretok v krak Klåsarö, jez Strömfors pa uravnava vodostaj industrijskega območja Strömfors.
Zgornji in srednji tok:
- Kalkkistenkoski brzice in regulacijski jez (Asikkala)
- Jyrängönkoski brzice (Heinola)
- Vuolenkoski, hidroelektrarna (Iitti)
- Mankala, hidroelektrarna (Iitti)
- Voikkaa, hidroelektrarna (Kouvola)
- Pessankoski brzice (Kouvola)
- Lappakoski brzice (Kouvola)
- Kuusankoski, hidroelektrarna (Kouvola)
- Keltti, hidroelektrarna (Kouvola)
- Myllykoski, hidroelektrarna (Kouvola)
- Anjalankoski (Ankkapurha), hidroelektrarna (Kouvola)
- Piirteenkoski brzice (Kouvola)
- Susikoski brzice (na meji Kouvola in ja Kotka)
- Območje brzic Ahvionkoski, nadmorska višina 1,9 m (na meji Kouvola in Kotka)
- Brzice Kultaankosket, nadmorska višina 1,5 m (na meji Kouvola in Kotka)

Zahodna veja:
- Hirvivuolle, regulacijski jez, zgrajen leta 1933 (Pyhtää)
- Hirvikoski brzice (Pyhtää)
- Paaskoski, regulacijski jez, zgrajen leta 1933 (na meji Pyhtää in Loviisa)
- Klåsarö (Loosarinkoski), hidroelektrarna (Pyhtää)
- Ediskoski, hidroelektrarna (Pyhtää)
- Strömfors, regulacijski jez, zgrajen leta 1965 (Loviisa)
- Ahvenkoski, hidroelektrarna (na meji Pyhtää in Loviisa)

Vzhodna veja:
- Območje brzic Pernoonkosket, nadmorska višina 5 m (Kotka)
- Brzice Laajakoski (očiščene, Kotka)
- Koivukoski, hidroelektrarna in regulacijski jez (podružnica Koivukoski, Kotka)
- Siikakoski brzice (odcep Koivukoski, Kotka)
- Kokonkoski brzice (odcep Koivukoski, Kotka)
- Brzice Langinkoski (odcep Langinkoski, Kotka)
- Hinttulankoski brzice (odcep Huumanhaara, Kotka)
- Korkeakoski, hidroelektrarna (podružnica Korkeakoski, Kotka)